# Круковська Ганна Григорівна
Ганна Григорівна Круковська (1912, село Чайковичі, тепер Самбірського району Львівської області — ?) — українська радянська діячка, новатор сільськогосподарського виробництва, ланкова колгоспу «Прогрес» Самбірського району Львівської області. Депутат Верховної Ради УРСР 6—7-го скликань.

## Життєпис
Народилася у бідній селянській родині. Трудову діяльність розпочала у чотирнадцятирічному віці. Наймитувала, працювала у власному сільському господарстві.
У 1940—1941 роках — колгоспниця, ланкова колгоспу села Чайковичі Рудківського району Дрогобицької області.
Під час німецько-радянської війни була заарештована німецькою поліцією, вивезена до Німеччини на примусові роботи. У 1945 року повернулася до рідного села.
З кінця 1940-х років — ланкова колгоспу імені Сталіна («Прогрес») села Чайковичі Рудківського району Дрогобицької області (потім — Самбірського району Львівської області). Вирощувала високі врожаї цукрових буряків (в середньому по 400 центнерів з гектара), льону та картоплі. 

## Нагороди
- орден Жовтневої Революції
- орден Трудового Червоного Прапора
- дві медалі «За трудову відзнаку» (,26.02.1958)